# Trnovec, Metlika
Trnovec je naselje v Občini Metlika.